# NGC 7424
NGC 7424 (другие обозначения — PGC 70096, ESO 346-19, MCG -7-47-8, IRAS22544-4120) — спиральная галактика с перемычкой (SBc) в созвездии Журавль.
Этот объект входит в число перечисленных в оригинальной редакции «Нового общего каталога».
В галактике вспыхнула сверхновая SN 2001ig типа Ib/c, её пиковая видимая звездная величина составила 14,5.